# Günter Schwaba
Günter Schwaba (* 19. August 1948) ist ein ehemaliger deutscher Fußballspieler.

## Karriere
Schwaba spielte mit Eintracht Gelsenkirchen in der Weststaffel der Regionalliga. In der Saison 1968/69 ereilte Schwaba mit den Gelsenkirchenern der Abstieg. Im Folgejahr glückte der direkte Wiederaufstieg. Er absolvierte 144 Spiele und erzielte sechs Tore für die Eintracht in der Regionalliga.
Zur Spielzeit 1972/73 wechselte er zum Ligarivalen Fortuna Köln. Mit der Fortuna stellte sich schnell der Erfolg ein. In Schwabas erster Saison wurde in der Abschlusstabelle hinter Rot-Weiss Essen der zweite Tabellenplatz belegt. In der anschließenden Aufstiegsrunde setzen sich die Spieler von Trainer Martin Luppen gegen den FC St. Pauli, 1. FSV Mainz 05, Karlsruher SC und Blau-Weiß 90 Berlin durch und stiegen somit in die erstklassige Bundesliga auf. In der Bundesliga bestritt er 23 Spiele und musste nach der Saison aufgrund des schlechteren Torverhältnisses im Vergleich zum Wuppertaler SV den Gang in die Zweitklassigkeit antreten. So lief Schwaba mit seinen Mitspielern in der 2. Bundesliga auf.
Danach wechselte er zum drittklassigen Bonner SC, wo er nach seiner ersten Saison unter Trainer Martin Luppen in die 2. Bundesliga aufstieg. Am Ende der Saison 1976/77 hatte der BSC, wo in den letzten Spielen Siegfried Melzig Luppen als Trainer abgelöst hatte, als 16. den Klassenerhalt knapp geschafft. Der 32-jährige Schwaba trug mit 31 Spielen, in denen er ein Tor erzielte dazu bei. Da die Bonner aber brutto für netto zahlten, wurde ihnen als erstem Proficlub in Deutschland die Lizenz entzogen. Viele Spieler verließen daraufhin den Sportpark, er aber blieb bis zu seinem Karriereende 1980. In seiner letzten Spielzeit übernahm er zusätzlich das Amt an der Seitenlinie. Für die Bonner absolvierte er insgesamt 121 Spiele.